# 60th Grey Cup
Der 60th Grey Cup war der 60. Grey Cup und Endspiel um die Meisterschaft der Saison 1972 der Canadian Football League (CFL). Im Ivor Wynne Stadium in Hamilton besiegten die Hamilton Tiger-Cats die Saskatchewan Roughriders mit 13:10. Zum Grey Cup MVP wurde Quarterback Chuck Ealey gewählt, zum wertvollsten Kanadier Kicker Ian Sunter (beide Hamilton).

## Hintergrund
Die Hamilton Tiger-Cats gewannen mit einer Bilanz von elf Siegen und drei Niederlagen die East Division. Die Saskatchewan Roughriders gewannen nur die Hälfte ihrer Spiele, besiegten aber erst im Halbfinale der West Division die Edmonton Eskimos und anschließend die Winnipeg Blue Bombers im Finale der Division.

## Spielverlauf
Das Spiel begann mit einem 52-Yard-Drive von Hamilton, der mit einem 16-Yard-Touchdownpass von Chuck Ealey auf Runningback Dave Fleming endete. Dieser Touchdown war kontrovers, da Fernsehaufnahmen zeigten, dass der Pass außerhalb des Spielfeldes gefangen wurde. Nachdem ein Punt von Hamiltons Bon Krouse geblockt wurde, eroberten die Tiger-Cats den Ball selbst und beendeten ihren Drive mit einem 27-Yard-Field Goal durch Ian Sunter. Im zweiten Viertel glich Saskatchewan das Spiel nach einem 8-Yard-Touchdownpass von Ron Lancaster auf Tom Campana und einem 20-Yard-Field Goal von Jack Abendschan mit 10:10 aus. Nach einem punktlosen dritten Viertel dauerte es bis zwei Minuten vor Schluss, ehe Ealey mit einem 27-Yard-Pass auf Tony Gabriel von der eigenen 15-Yard-Linie den finalen Scoring-Drive begann. Nach einem 12-Yard-Pass auf Gabriel, brachte ein dritter Pass auf Gabriel Hamilton an die gegnerische 41-Yard-Linie. Nach einem Raumgewinn von zwei Yards fand Ealey Wide Receiver Garney Henley, der den Ball bis an die 26-Yard-Linie brachte. Bei auslaufender Zeit schoss Sunter Hamilton mit einem Field Goal zum 13:10-Sieg.
Rookie Chuck Ealey, der 18 von 29 Pässen für 291 Yards und einen Touchdown anbrachte und für 63 weitere Yards lief, wurde zum Grey Cup MVP gewählt. Der 18-jährige Ian Sunter wurde nach zwei Field Goals und einer Conversion zum Most Valuable Canadian gewählt.

## Startaufstellung
| Hamilton Tiger-Cats | Position           | Saskatchewan Roughriders |
| Offence             | Offence            | Offence                  |
| ------------------- | ------------------ | ------------------------ |
| Chuck Ealey         | Quarterback        | Ron Lancaster            |
| Dave Fleming        | Halfback           | Tom Campana              |
| Dave Buchanan       | Fullback           | George Reed              |
| Bob Richardson      | Halfback           | Bobby Thompson           |
| Tommy-Joe Coffey    | Split End          | Bob Pearce               |
| Jerome Ganit        | Tackle             | Clyde Brock              |
| Jon Hahman          | Guard              | Gary Brandt              |
| Doug Mitchell       | Center             | Larry Bird               |
| Ed Chalupka         | Guard              | Jack Abendschan          |
| Bill Danychuk       | Tackle             | Ralpf Galloway           |
| Tony Gabriel        | End                | Allan Ford               |
| Garney Henley       | Flanker            | Gord Barwell             |
| Defence             |                    |                          |
| George Wells        | Defensive End      | Bill Baker               |
| Bruce Smith         | Defensive Tackle   | Don Bahnuik              |
| Angela Mosca        | Defensive Tackle   | Rock Perdoni             |
| Gary Inskeep        | Defensive End      | Tim Roth                 |
| Bob Krause          | Linebacker         | Wayne Shaw               |
| Mark Kosmos         | Middle Linebacker  | Steve Svitak             |
| Mike Blum           | Linebacker         | Chuck Collins            |
| Lewis Porter        | Defensive Halfback | Lewis Cook               |
| Garry Sternberg     | Defensive Halfback | Bob Kosid                |
| Allen Brenner       | Safety             | Bruce Bennett            |
| Rick Shaw           | Defensive Halfback | Roy Robinson             |
| John Williams       | Defensive Halfback | Ted Dushninski           |
| Quelle:             |                    |                          |

## Schiedsrichter
| Position         | Name           |
| ---------------- | -------------- |
| Referee          | Don Barker     |
| Umpire           | Bill Fry       |
| Head Linesman    | Tom Cheney     |
| Field Judge      | Chuck Paul     |
| Back Umpire      | Maurry Mulhern |
| Standby Official | Harry Ross     |
| Quelle:          |                |

## Sonstiges
Zum 100th Grey Cup brachte die Canada Post eine Sonderserie an Briefmarken über den Grey Cup heraus. Eines der neun Motive zeigte ein Bild des 60th Grey Cup. Die Tiger-Cats wurden die erste Mannschaft in der CFL-Moderne, die den Grey Cup zu Hause gewannen. Es war der letzte Grey Cup, der im Dezember gespielt wurde.